# Ормилия
Ормилия (на гръцки: Ορμύλια) е малка паланка в Егейска Македония, Гърция, част от дем Полигирос в административна област Централна Македония.

## География
Ормилия е разположено в южната част на Халкидическия полуостров в западната част на планината Холомонда на 27 километра югоизточно от Полигирос.

## История

### В Османската империя
Централната църква на Ормилия „Свети Георги“, построена в 1818 година, в 1989 година е обявена за защитен паметник на културата.
В 1844 година руският славист Виктор Григорович посещава Ормилия и пише в „Очерк путешествия по Европейской Турции“, че е „гръцко селище“.
Александър Синве („Les Grecs de l’Empire Ottoman. Etude Statistique et Ethnographique“) в 1878 година пише, че във Армилия (Armillia), Касандрийска епархия, живеят 1500 гърци. Към 1900 година според статистиката на Васил Кънчов („Македония. Етнография и статистика“) в Румиля (Румилянъ, Ормиля) живеят 1500 жители гърци християни.

### В Гърция
В 1912 година, по време на Балканската война, в Ормилия влизат гръцки части и след Междусъюзническата война в 1913 година остава в Гърция.
| Име               | Име       | Ново име   | Ново име  | Описание                                       |
| ----------------- | --------- | ---------- | --------- | ---------------------------------------------- |
| Дзефка или Дзеска | Τζέσκα    | Рема       | Ρέμα      | ре на ЮЗ от Ормилия                            |
| Гредищ            | Γκρεντίστ | Ксеротопос | Ξερότοπος | река на СИ от Ормилия, десен приток на Хаврияс |

## Личности
Родени в Ормилия
- Ангелос Агапитос (1894 – 1958), гръцки военен и политик